# Pterygotrigla picta
Pterygotrigla picta är en bottenfisk i familjen knotfiskar (Triglidae) som finns i södra Stilla havet och Indiska oceanen. 

## Utseende
Pterygotrigla picta har som alla knotfiskar en avlång kroppsform med ett stort, benklätt huvud, samt en rödaktig kropp med tydliga, svarta fläckar och en ljusare buk. Den kan som mest bli 34 cm lång.

## Vanor
Arten är en bottenlevande djuphavsfisk som vistas på ett djup mellan 200 och 500 m.

## Utbredning
Utbredningsområdet omfattar havsområdet på gränsen mellan Stilla havet och Indiska oceanen vid södra Australien, Nya Kaledonien och Nya Zeeland, samt sydöstra Stilla havet utanför Chile.